# Vitaly Kunin
Vitaly Kunin (2 de octubre de 1983) es un ajedrecista de origen ruso que tiene el título de Gran Maestro Internacional desde 2006. Actualmente juega con la federación de Alemania.
En la lista de Elo de la FIDE de noviembre de 2017, tenía un Elo de 2540 puntos, lo que hacía el jugador número 25 (en activo) de Alemania. Su máximo Elo fue de 2.595 puntos, a la lista de mayo de 2016.

## Resultados destacados en competición
Del 30 de mayo al 10 de junio de 2017, tomó parte en el Campeonato de Europa individual donde hizo 8 puntos de 11 (+ 7-2 = 2), medio punto por debajo de Maxim Matlakov, Baadur Jobava y Vladimir Fedoseev. Matlakov ganó el torneo en el desempate. Este resultado le dio derecho a participar en septiembre en Tbilisi en la Copa del Mundo de 2017, donde fue derrotado por Lê Quang Liem por 1½ a ½ en la primera ronda.